# Chasmocranus lopezi
Chasmocranus lopezi är en fiskart som beskrevs av Miranda Ribeiro, 1968. Chasmocranus lopezi ingår i släktet Chasmocranus och familjen Heptapteridae. Inga underarter finns listade i Catalogue of Life.